# The World's Strictest Parents
The World's Strictest Parents é um reality show britânico desenvolvido pela Twenty Twenty Television, e transmitido pela rede BBC entre 2008 e 2011. O programa ganhou um Prêmio Emmy Internacional de Melhor Entretenimento Sem Roteiro.

## O programa
Dez adolescentes ingleses são enviados à famílias de cinco países diferentes para aprenderem a maneira correta de educar um filho.

## Temporadas
A primeira temporada, foi filmada no verão de 2008, teve seis episódios e foi ao ar de 18 de setembro de 2008 a 23 de outubro de 2008 na BBC Three. A segunda temporada estreou em 15 de outubro de 2009 e durou até 17 de dezembro. A terceira temporada estreou na BBC Three em 11 de outubro de 2010, e 11 episódios foram transmitidos.  A 4ª temporada estreou em 3 de novembro de 2011 e contou com 12 adolescentes. Foi ao ar até 15 de dezembro.